# 熊群力
熊群力（1956年11月—），男，汉族，重庆人，中华人民共和国企业家，曾任中国电子科技集团公司总经理、董事长。中共十八大代表，第十一届、十二届全国人大代表，第十二届全国人大财政经济委员会副主任委员。

## 生平
熊群力毕业于西北电讯工程学院天线专业。历任中国电子信息产业集团有限公司董事长、党组书记，中国电子科技集团公司总经理、董事长。
2011年5月起任中国电子科技集团公司总经理、党组副书记、党组书记，2015年2月至2020年5月任董事长。2018年2月24日，当选为第十三届全国人大代表。